# Kishō Yano
Kishō Yano (jap. 矢野 貴章, Yano Kishō; * 5. April 1984 in Hamamatsu, Präfektur Shizuoka) ist ein japanischer Fußballspieler.

## Karriere

### Vereine
Bereits in seiner Zeit in der Hamana-Oberschule in seiner Heimatstadt Hamamatsu wurde Yano in die japanische U-17-Auswahl berufen. Nach der Schulzeit schloss er sich dem Erstligaverein Kashiwa Reysol an, wo er in zwei seiner drei Jahre auch häufig zum Einsatz kam. Allerdings konnte der Mittelstürmer, der erst mit 16 Jahren von der Abwehr in den Angriff gewechselt war, mit nur zwei Toren im Jahr 2005 den Abstieg des Vereins in die zweite Liga nicht verhindern.
Yano ging daraufhin zu Albirex Niigata. Dort war er von Anfang an Stammspieler und erzielte in 150 Ligaeinsätzen 30 Tore. Kurz vor Ende der Transferfrist wechselte er im August 2010 zum deutschen Bundesligisten SC Freiburg.
Am 8. Februar 2012 kehrte der in Freiburg aussortierte Yano in seine Heimat zu Albirex Niigata zurück. Seit Mitte Januar trainierte er mit der zweiten Mannschaft der Breisgauer.
Im Januar 2013 wechselte er zu Nagoya Grampus. Der Verein aus Nagoya spielte in der ersten japanischen Liga, der J1 League. Für Nagoya absolvierte er 114 Erstligaspiele. 2017 verpflichtete ihn sein ehemaliger Verein Albirex Niigata. Ende 2017 musste er mit Niigata in die zweite Liga absteigen. Nach 94 Spielen für Niigata unterschrieb er Anfang 2020 einen Vertrag beim Ligakonkurrenten Tochigi SC. Am Ende der Saison 2024 belegte er mit Tochigi den 18. Tabellenplatz und musste somit in die dritte Liga absteigen.

### Nationalmannschaft
Der 1,85 Meter große und durchsetzungsstarke Stürmer war bald auch in der Nationalmannschaft im Gespräch. Am 24. März 2007 hatte er sein Debüt im Nationaltrikot. Allerdings blieb er dort Ergänzungsspieler und hatte meist nur eine Jokerrolle als Einwechselspieler. Seine Nominierung für das japanische Aufgebot für die Fußball-Weltmeisterschaft 2010 in Südafrika war deshalb eine Überraschung. Im ersten WM-Spiel kam er beim Stand von 1:0 gegen Kamerun in der Schlussphase zum Einsatz. Es blieb sein einziger Einsatz bis zum Ausscheiden der Japaner im Achtelfinale.